# Anton (ort i Bulgarien)
Anton (bulgariska: Антон) är en ort i Bulgarien.   Den ligger i kommunen obsjtina Anton och regionen Sofijska oblast, i den centrala delen av landet, 80 kilometer öster om huvudstaden Sofia. Anton ligger 1 174 meter över havet och antalet invånare är 1 697.
Terrängen runt Anton är varierad. Närmaste större samhälle är Pirdop, 9,9 kilometer sydväst om Anton. 
Omgivningarna runt Anton är en mosaik av jordbruksmark och naturlig växtlighet. Runt Anton är det ganska glesbefolkat, med 26 invånare per kvadratkilometer.